# Sofie Bloch-Sørensen
Sofie Bloch-Sørensen (født 19. maj 1986) er en tidligere dansk håndboldspiller, der seneste spillede som bagspiller i København Håndbold i Damehåndboldligaen. Sofie har også optrådt på det danske kvindelandshold. Her har hun spillet 15 kampe indtil maj 2013.
Tidligere har Sofie Bloch-Sørensen spillet i FCK Håndbold, SK Aarhus, FIF og i sæsonen 07/08 var hun udlejet til svenske Team Eslöv.
Hun indstillede håndboldkarrieren i sommeren 2014, for at hellige sig en civil karriere.